# Syngnathus abaster
Syngnathus abaster là loài cá thuộc họ Syngnathidae. Chúng phân bố ở Albania, Algérie, Bulgaria, Croatia, Cộng hòa Síp, Ai Cập, Pháp, Hy Lạp, Israel, Ý, Liban, Libya, Malta, Maroc, Ả Rập Xê Út, Montenegro, Slovenia, Tây Ban Nha, Sudan, Syria, Tunisia, Thổ Nhĩ Kỳ và Turkmenistan.
Syngnathus abaster có quan hệ gần gũi với cá ngựa. Chúng thường sống ở vùng biển nông Địa Trung Hải, nơi có nhiều rong biển và cỏ biển.

## Hình ảnh

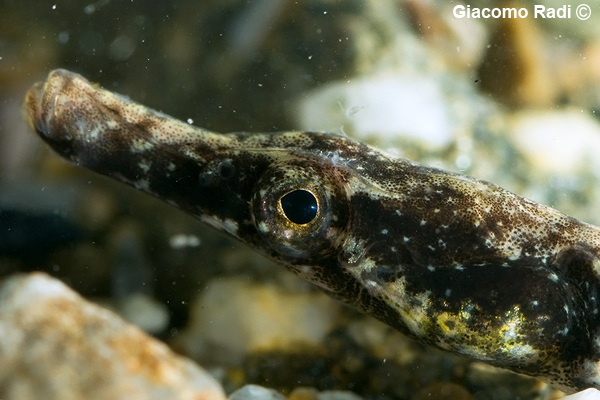
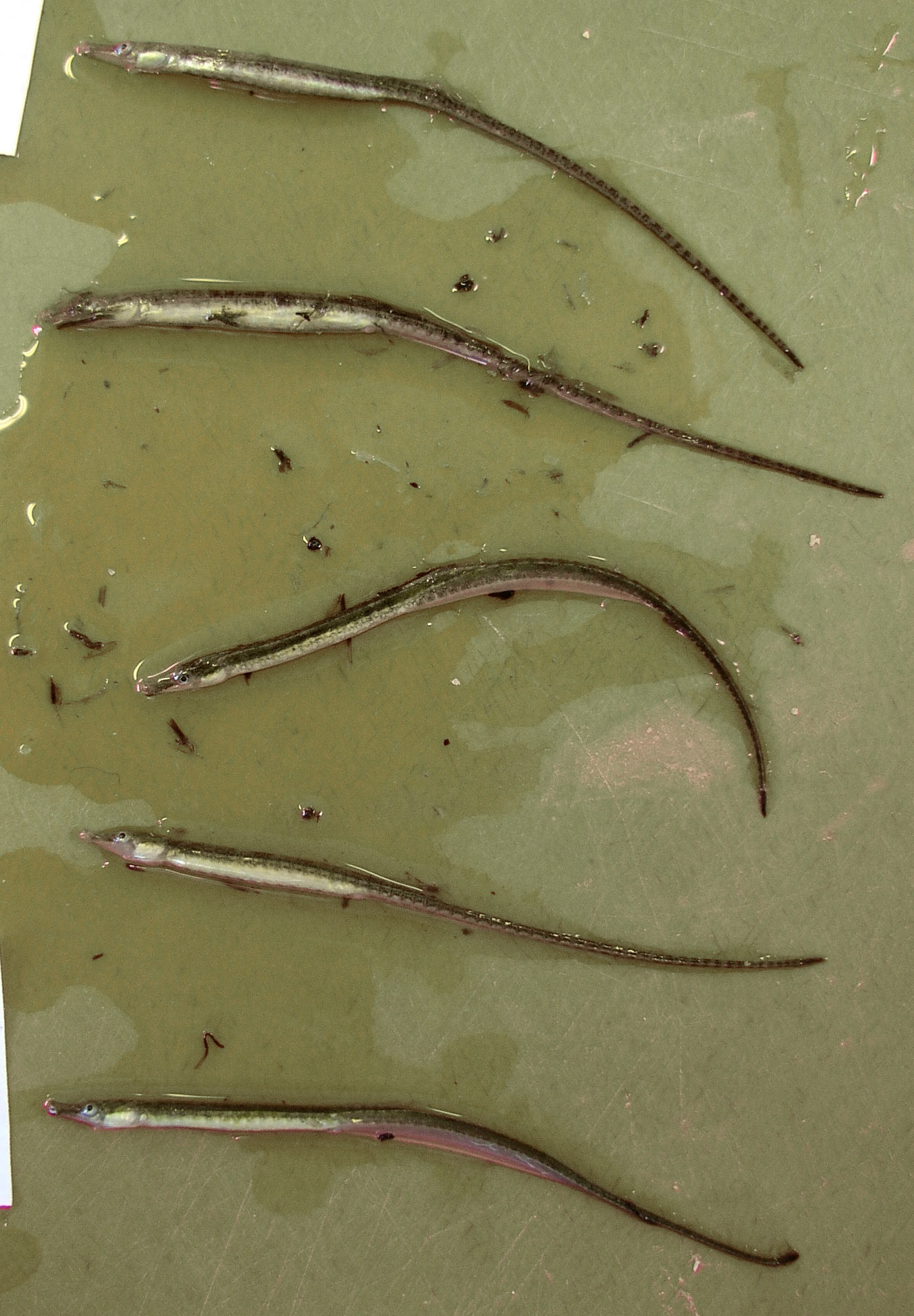
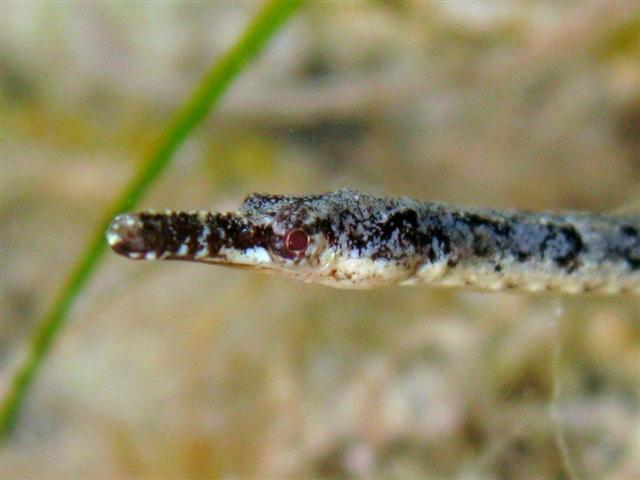
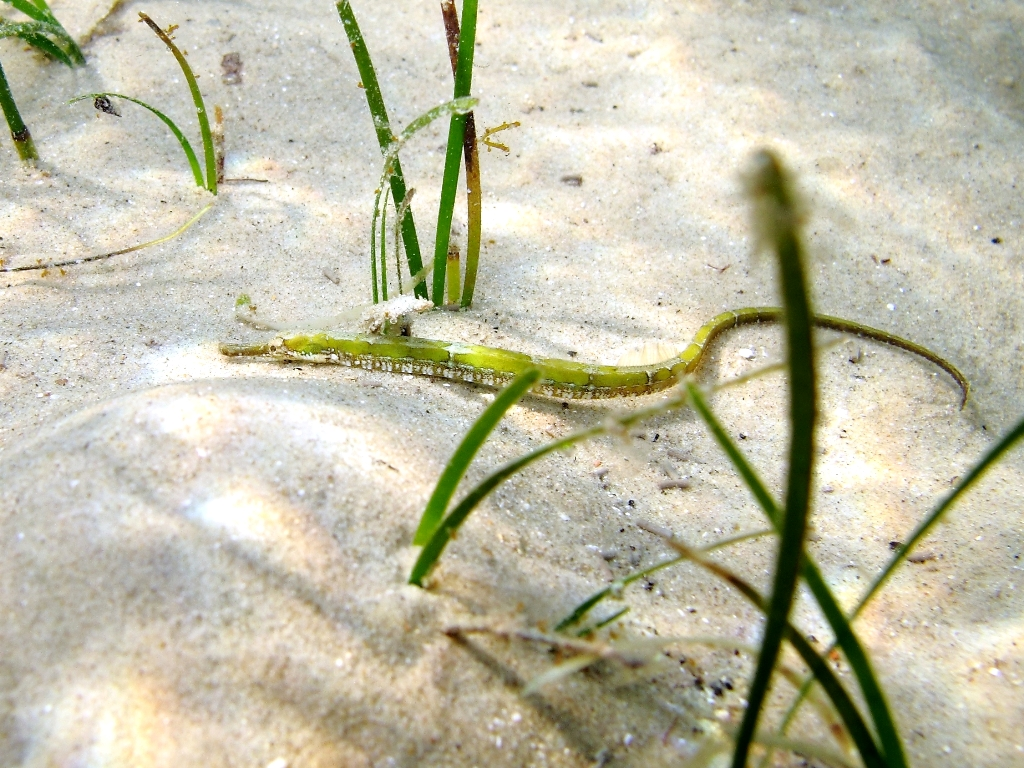